# Cesonia lugubris
Cesonia lugubris är en spindelart som först beskrevs av O. Pickard-Cambridge 1896.  Cesonia lugubris ingår i släktet Cesonia och familjen plattbuksspindlar. Inga underarter finns listade i Catalogue of Life.